# Франц Людвіг Фік
Франц Людвіг Фік (нім. Franz Ludwig Fick. Franz Ludwig Fick; 18 травня 1813, Ерланген, Німеччина — 31 грудня 1858, Марбург, Німеччина) — німецький анатом. Брат фізіолога Адольфа Фіка, тато офтальмолога Адольфа Гастона Ойгена Фіка.

## Освіта
У 1835 році він отримав ступінь доктора медицини Марбурзького університету.

## Кар'єра
Фік вивчав механіку розвитку росту кісток, особливо черепа. Він винайшов моделі з паперу, відображавши частини мозку, котрі стали прототипом моделей у медицині. Фік писав про анатомію людини і патологію. Він вивчав механізм бачення і функцію сітківки. Фік дослідив функціювання і ефективність смакових рецепторів і описав анатомію вуха слона.